# 日本人の性

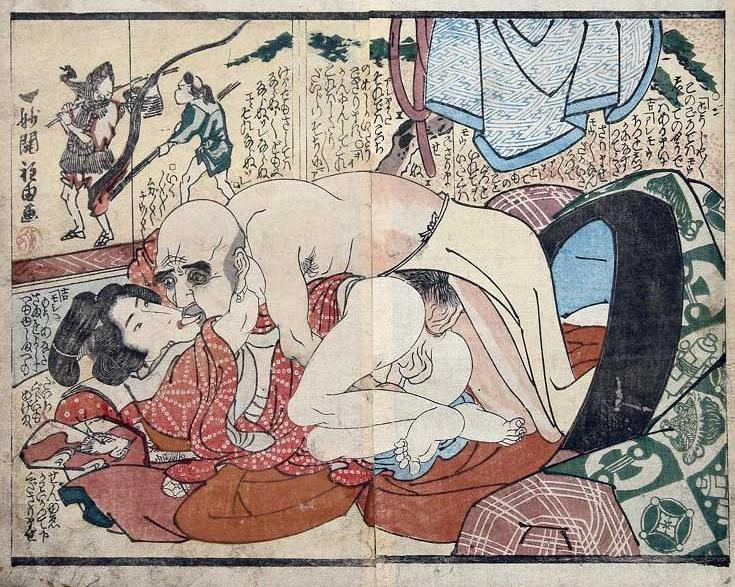
歌川国芳の描いた春画

日本人の性（にほんじんのせい）では、日本人の性行動、性意識、性風俗について説明する。

## 概要

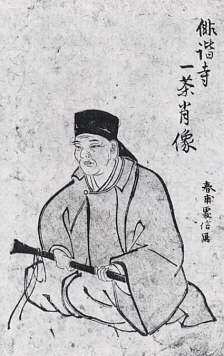
小林一茶は日記に、毎日何回性交をしたかを記しており、晩年になっても毎日のようにセックスをしていたことが知られる。

現代の日本では、現在でも映画やビデオの性交シーンにはモザイク処理が入るほど性に関して閉鎖的な国民というイメージがあるが、「性に関してシャイな日本人像」は決して古来からのものではなかった。「万葉集」や「源氏物語」に書かれているように、奈良時代や平安時代の貴族の恋愛や性行動はかなり奔放であった。また、日本には太古の昔より、混浴文化があり、鎌倉時代の温泉には、温泉客相手に性的サービスも行う「湯女」が登場する。日の落ちた公衆浴場は「性の社交場」でもあった。「夜這い」の文化もあり、女性が男性にいつでも来てねと誘いをかける「妻問い」という文化も存在した。この夜這い文化の発祥は 、大国主命（大黒）だとする説もある。奈良時代以降「歌垣」という一堂に集った男女が、歌を詠みあった後にフリーセックスを行う催しが全国的に盛んであった。既婚者も参加でき、人妻も含め女性も積極的に参加した。江戸時代には、日本人の性は比較的おおらかで、井原西鶴が好色物語を書き、春画や遊廓など性産業も隆盛を極めた。俳人小林一茶は日記に、毎日何回性交をしたかを記しているが、一茶は晩年になっても毎日のようにセックスをしていたことが分かっている。こうした事実から、日本人は伝統的にはセックスに寛容で楽しんでいた民族だとも言われる。
第二次世界大戦後、1950年ごろまでは人口抑制策が取られ、人工妊娠中絶や避妊の普及が進んだ。当時は、子供の数が平均4人と、夫婦の性的関係はまだ盛んであった。2000年代に入ってからは、セックスレス化に急速に拍車がかかった。

## 戦国時代
戦国時代の兵士は、合戦の数日前より女性との性交渉が禁止されていた。当時は女性は穢れたものであるという迷信があり、縁起を担いだもので、体力を消耗すると言った理由ではなかった。また、当時は梅毒が大流行し大変深刻な問題であった。豊臣秀吉や加藤清正なども死因は梅毒ではないかとする説もある。その中でも徳川家康は、病気に対する予防意識が人並み以上に高く、梅毒が性交渉によって感染することを正しく理解し、むやみな性交渉を控えたといわれる。

## 江戸時代

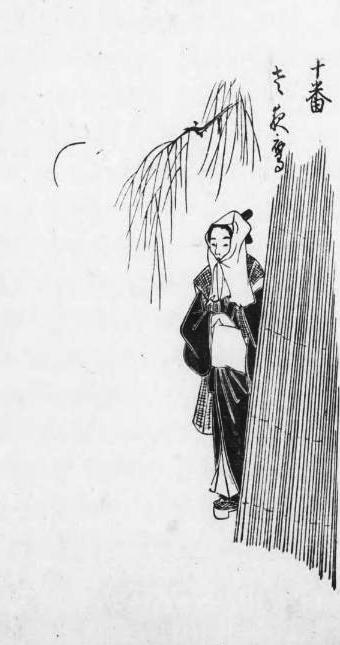
夜鷹。江戸職人歌合. 石原正明著 (片野東四郎, 1900)

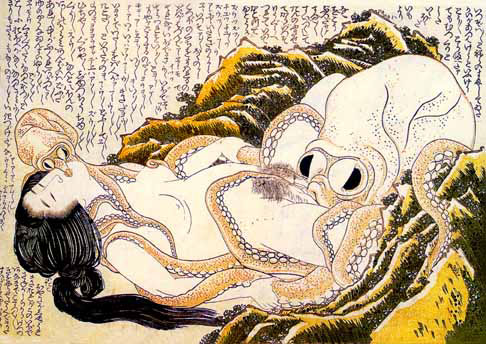
葛飾北斎『喜能会之故真通』(1814年ごろ)

徳川幕府の時代には、武士には参勤交代が課せられ、大名の妻子は人質として、基本的に江戸の屋敷に住む必要があったため、夫婦はセックスレスにならざるを得なかった。一方で庶民は夫婦円満が理想とされ、セックスについても自由な風潮であった。浮世絵が大流行し、嫁入りの際には性教育の一環として娘に持たせたという話も残される。不倫など、風紀が乱れていたわけではなく特に既婚女性の不貞はご法度とされ、死罪も適用されるほど厳しい処分がなされた。また、江戸時代は男性の人口比率が高かったため、男性にとって結婚は重要なテーマであった。

### 売春
江戸の吉原遊廓などの都市部の遊廓のほか、東海道の宿場の宿や飯屋には「飯盛女」と呼ばれる遊女が待機していた。参勤交代時には多忙であった。

#### 局見世
最下級の遊女宿で、切見世とも呼ばれた。時間ぎめで価を決めた。局見世で働く女郎は「鉄砲女郎」と呼称された。通常、2畳ほどの狭い部屋で男性の相手をし、吉原にも存在した。当時、吉原で花魁相手に遊ぶためには、初めて登楼する「初会」、2度目の「裏」、3度目の「馴染み」という手順を踏まなければならず、人気の花魁の場合現在の価値で数十万円かかったが、局見世では1回1,000円～2,000円が相場であった。繁盛している切見世の店外には客が順番待ちをしていた。

#### 夜鷹
夜道に立ち、道行く男性に声をかけ安価で売春を行う。安い夜鷹の場合、一回の料金は蕎麦一杯程度であった。局見世で加齢や病気などで落ちぶれた女性が多く、林の中や河原など屋外で持参したゴザを敷いて男性の相手をした。年齢は10代から70代までと広く全国に存在した。

### 意和戸
掘立小屋の中で、女性が陰部をあらわにする見世物で、現在のストリップ劇場に該当する。観客の男性らは「それ吹け、やれ吹け！」「それ突け、やれ突け！」などと掛け声をかけた。意和戸は、日本神話の天岩戸から。

### 春画
浮世絵（春画）が大流行し、江戸時代後期（寛政期）になると豆版春画も盛んに作られ、大名から庶民にまで親しまれ、その年の暦を記した豆判春画を交換し合うことも流行した。春画は誇張された男性器と女性器の結合があまりにも露骨に描かれており、グロテスクな印象を与えることもあるが、レイプなど強制的な性はまったく登場しない。このため後述の大英博物館での春画展においても女性の人気を集めた。春画は西洋美術の常識を破っていた。幕末に黒船で来航したペリーにも贈られ、マネやモネなどの印象派、ピカソ、ロダン、ロートレックらに大きな影響を与えた。
2013年10月3日-2014年1月5日には大英博物館で「春画――日本美術の性とたのしみ」が開催され、87,893人の来場客（うち女性が55％）を集め、大成功を収めた。2015年9月15日には、日本を含む7カ国を代表する日本美術・文化の研究者35名（うち女性14名）により、最新の研究成果がまとめられた『大英博物館 春画』が小学館から発売されるなど現代でも高く評価されている。

### 混浴
日本の温泉や公衆浴場は江戸時代までは基本的に混浴であった。1853年に来日したペリーは、この日本人の習慣に驚き、自国に提出した報告書に以下のように記した。
「人々は皆非常に礼儀正しく控えめである。しかし驚くべき習慣を持っている。ある公衆浴場での光景だが、男女が無分別に入り乱れて、互いに気にしないでいる」（後略）
また、ペリーはほかにも、当時の氾濫していた猥褻本に対しても「人が汚らわしく堕落したことを示す恥ずべき烙印である」と記した。

## 昭和期
第二次世界大戦後、1950年ごろまでは人口抑制策が取られた。日本政府は人工妊娠中絶を行いやすくし、避妊の普及に努めた。当時は、子供の数が平均4人であり、夫婦の性的関係は盛んであった。

## 2000年代以降
2000年代に入ってからは、セックスレス化に拍車がかかり、2015年の出生動向基本調査では、お見合い制度が廃れたため若者の未婚率は上昇傾向の上に、交際相手がいない者が増え、未婚者（18-34歳）で恋人がいる者は、男性で約20%、女性で約30％であった。交際相手のない者の内、交際相手が欲しいと思う者は半数を割った。性体験率も低下傾向にある。

### セックスレス
家族計画協会の調査では、性に関心をもたない者（既婚者含む）は、20代前半で男性21％、女性39％と2008年の数字（男性11％、女性25％）に比べ大幅に上昇した。もともと日本人夫婦のセックス頻度は、世界最低と言われていたが、日本家族計画協会の調査では、2016年の夫婦におけるセックスレスの割合は47.2％に及んだ。セックスの不活性化は、中高年夫婦にも及んでいるほか、夫婦間で避妊実行率は低下しているのに、妊娠率が低下しているなど夫婦間の性行動が不活発になっていることが示唆されている。このため、欧米人からは、セックスがなくて夫婦で何の楽しみがあるのだと揶揄されたこともある。
相模ゴム工業の調べによると、既婚者及び交際相手がいる者の月間セックス回数は平均で2.1回（20代=4.11回、30代=2.68回、40代=1.77回、50代=1.38回、60代=0.97回）で、属性別では「交際相手」（4.1回）、「セックスフレンド」（2.9回）、「結婚相手」（1.7回）であり、結婚すると回数が減少する傾向にあった。「セックスレスだと思う」者の比率は、既婚者が55.2％、交際中では29％。特に40～50代男性の60%セックスレスだと感じている。
浮気相手がいる者の月間セックス回数は平均2.8回であり、属性別では「既婚者で浮気中の相手と」（2.4回）、「交際相手がいる者が浮気中の相手と」（4.1回）であった。
一般社団法人日本家族計画協会が2020年に行った調査「日本人のセックス経験・頻度・目的の現状」では、「あなたはこれまでにセックス（性交渉）をしたことがありますか？」という質問に対し、男性の86.0％、女性の89.4％が「ある」と回答。20代、30代、40代では女性の経験率が男性を上回り、若い世代の草食系男子、肉食系女子の存在を彷彿させた。この1年間でのセックス回数の質問では、男性の41.1％、女性の49.5％が「1年以上していない」と回答。セックスレスの定義（1994年日本性科学会）に当てはめると、男性の61.6％、女性の64.2％が該当。1年以上セックスしていない者に対する、「どれくらい前から」の問いに対しては、男性は平均8.7年、女性は平均9.6年であった。